# Cunha (São Paulo)
Cunha es un municipio ubicado al este del estado de São Paulo, Brasil. Su población según el Censo de 2022 fue de 22 110 habitantes, con un área de 1407,25 km², dando una densidad demográfica de 15,71 habitantes/km². Es la mayor productora de piñón el estado de São Paulo. El municipio también concentra la mayor flota de Volkswagen Tipo 1 de Brasil. El municipio está formado por la sede y por el distrito de Campos de Cunha.
Cunha también es famosa por su paisaje interior, morros, clima também é famosa por sua paisagem interiorana, morros, clima, O Lavandário y por su gran producción de cerâmica artística, siendo uno de los mayores productores de América Latina; de esa forma, es considerada la "Capital de la Cerámica".